# يوكا كادو
يوكا كادو (加戸 由佳) (19 يونيو 1990 في أوكاياما في اليابان – )؛ هي لاعبة كرة قدم كانت تلعب كلاعب وسط. ولعبت مع منتخب اليابان لكرة القدم للسيدات.

## وصلات خارجية
- يوكا كادو على موقع الاتحاد الدولي (مؤرشف)  (الإنجليزية)
- يوكا كادو على موقع قاعدة بيانات كرة القدم.إي يو (الإنجليزية)
- يوكا كادو على موقع Soccerway.com (الإنجليزية)
- يوكا كادو على موقع عالم كرة القدم.نت (الإنجليزية)